# Rejvíz
Rejvíz (deutsch Reihwiesen) ist ein Ortsteil von Zlaté Hory in Tschechien. Das Bergdorf  liegt in einer Höhe von 750 bis 800 m ü. d. M. im Zentrum des Dreiecks Jeseník-Zlaté Hory-Vrbno pod Pradědem.

## Geographie
Von der Hochebene Rejvíz, die gegen Norden offen ist, besteht eine weite Aussicht in die Ebene von Javorník und Polen. Im Süden ist sie aber von der Ulrich-Kette des Altvatergebirges umgeben.
Die ursprüngliche Bezeichnung Reihwiesen ist älter als die Gemeinde und bedeutet so viel wie Wiesen in einer Reihe oder eine Reihe von Wiesen. Der Name wurde einige Male geändert. In den 20er Jahren tauchte erstmals die abgekürzte und tschechisierte Benennung Rejvíz auf. 1948 wurde die damals noch selbstständige Gemeinde offiziell in Rejvíz umbenannt.

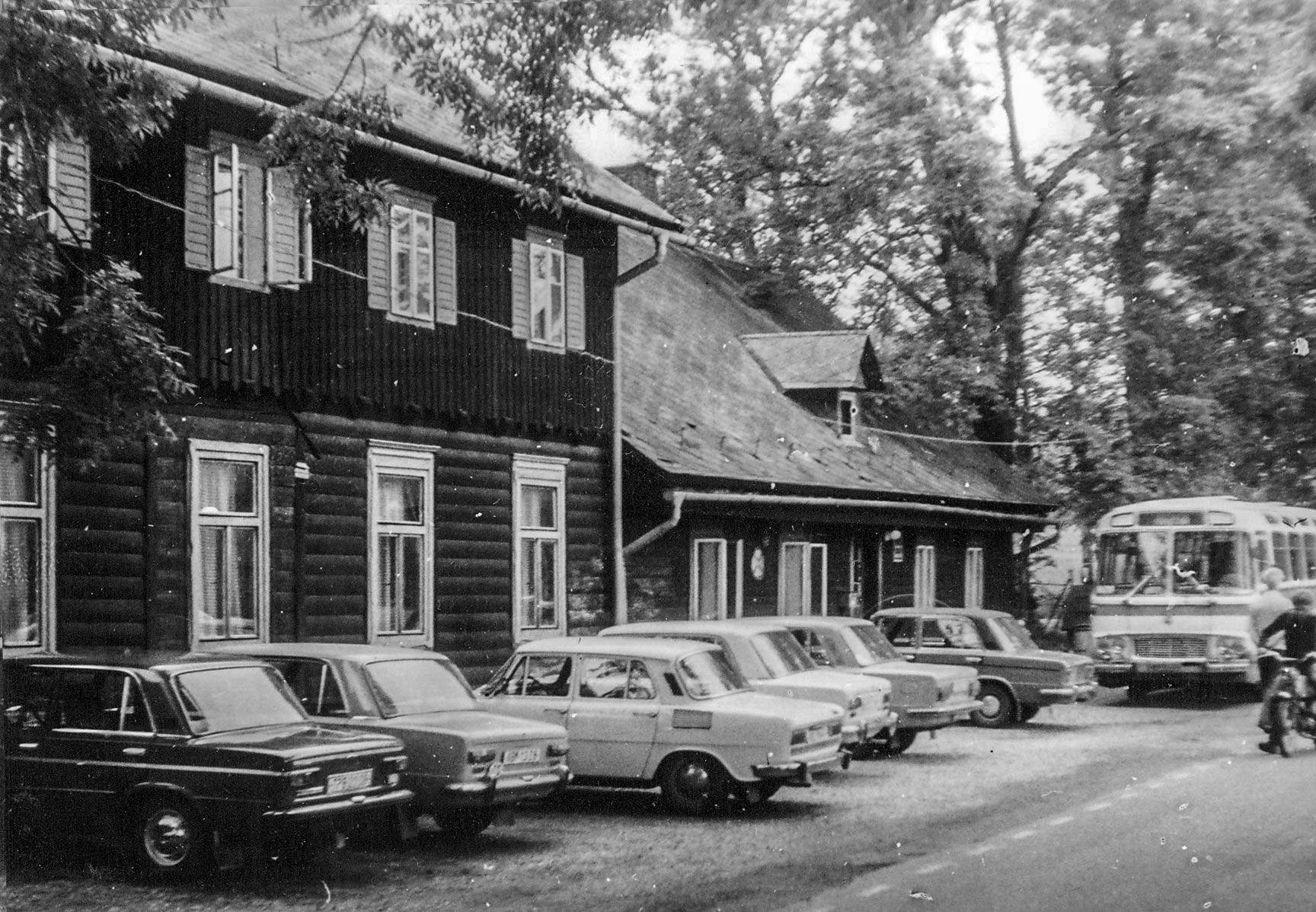
Restaurant „Noskova Chata“ in Rejviz etwa 1975

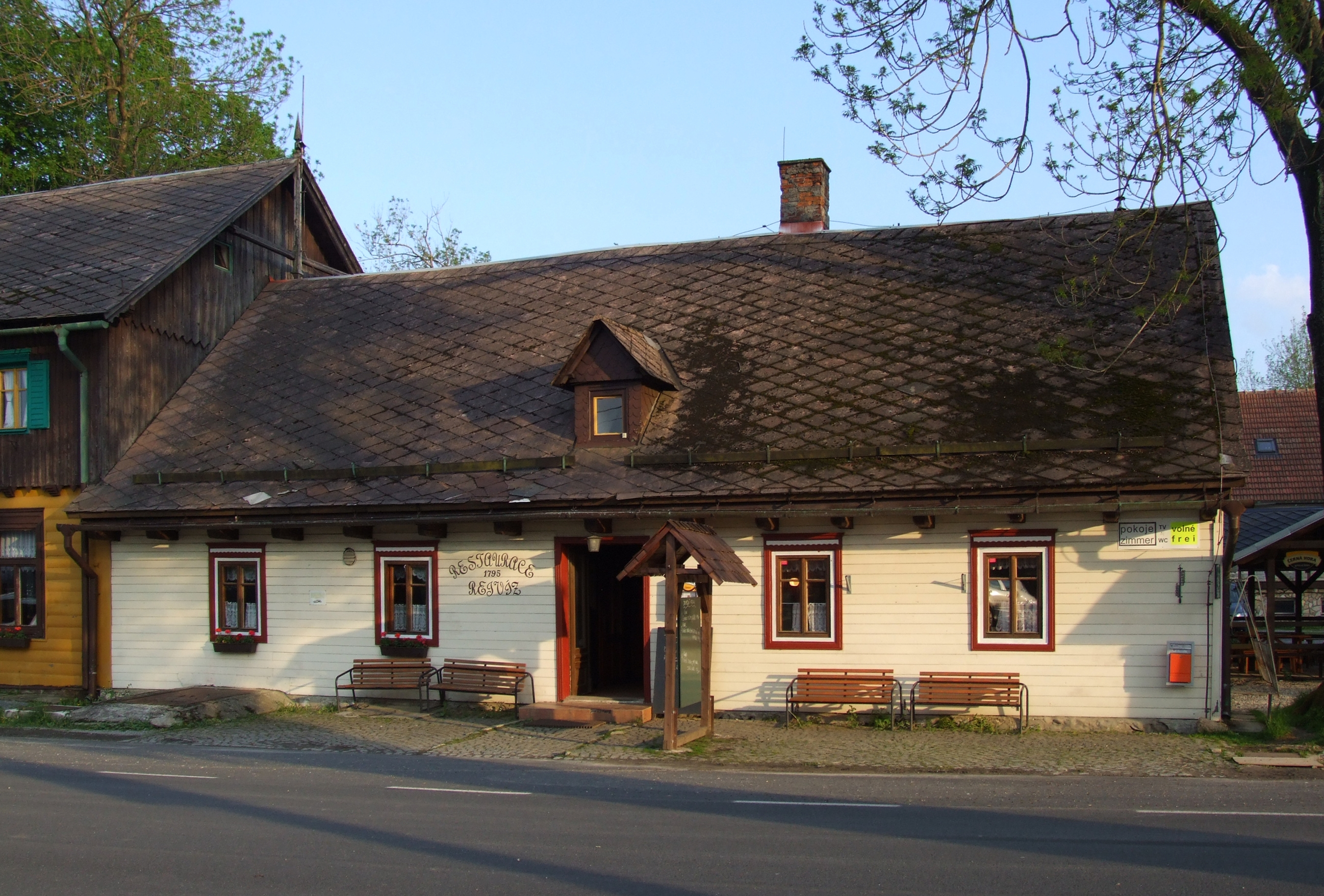
Restaurant heute

## Geschichte
Das erste Haus wurde in Altreihwiesen (Starý Rejvíz) im Jahre 1768 von Kajetan Beer als Einkehrgasthaus an der ehemaligen kommerziellen Salzstraße errichtet. Sie führte von den österreichischen Salzgruben durch  Mähren und  über den Sattel von Reihwiesen entlang der Schwarzen Oppa nach Glatz und Schlesien. Reihwiesen wurde erst in der letzten Dekade des 18. Jahrhunderts mit der zweiten deutschen Kolonialisierung größer. Die Einwohner, die vorwiegend deutschen, aber auch slawischen Ursprungs waren und denen der Breslauer Bischof Philipp Gotthard von Schaffgotsch zwischen 1747 und 1795 billig Grundstücke verkaufte, errichteten hier bis zum Ende des Jahrhunderts über 40 Gebäude und Häuser.
Mit der Zeit wurde jedoch die slawische Bevölkerung germanisiert. Vor dem Zweiten Weltkrieg gab es hier eine absolute deutsche Mehrheit. In Reihwiesen war ein einziger Bürger tschechischen Ursprungs tätig, der Pfarrer Jeronym Pavlik, der die Pfarrgemeinde im Jahre 1894 übernahm und hier bis zu seinem Tode im Jahre 1938 diente. Er schrieb die Chronik von Reihwiesen und Obergrund (Horní Údolí) sowie viele Gedichte, in denen er diese Landschaft verherrlichte. Er ist auf dem Friedhof von Rejvíz begraben.
Vor dem Zweiten Weltkrieg hatte die Gemeinde etwa 400 Einwohner. Es gab hier viele Handwerker, zwei Geschäfte, eine Sparkasse, eine Post, eine Schule und bereits im Jahre 1924 eine Tankstelle. Ans Telefonnetz wurde das Dorf im Jahre 1928 angeschlossen. Elektrischer Strom wurde schon seit 1926 mit Hilfe von zwei Dieselaggregaten für ganz Reihwiesen erzeugt. Schon im Jahre 1931 wurde eine kommunale Wasserleitung gelegt, die bis heute dient.
Nach dem Münchner Abkommen wurde der Ort dem Deutschen Reich zugeschlagen und gehörte bis 1945 zum Landkreis Freiwaldau. Nach der Vertreibung der Deutschen aufgrund der Beneš-Dekrete kamen bereits im Herbst 1945 und in den nachfolgenden Jahren nur vereinzelte Siedler aus Mähren, Böhmen und der Slowakei nach Rejvíz. Im Jahre 1947 kamen 11 Familien von slowakischen Emigranten aus Rumänien nach Rejvíz und 1949 vor Weihnachten brachte hier die tschechoslowakische Regierung etwa dreißig Familien von griechischen politischen Emigranten unter.
Während der kommunistischen Herrschaft wurde durch die Kollektivierung das Gebirgsdorf Rejvíz für eine intensive Landwirtschaft perspektivlos. Nach und nach verließen nicht nur Handwerker und Bauern den Ort, sondern auch die rumänischen Slowaken und in den 1980er Jahren auch die Griechen, die in ihre Heimat zurückzogen.
In den 1950er Jahren verwandelte sich der Ort in ein Erholungszentrum für die breite Masse der arbeitenden Bevölkerung. Im Jahre 1960 verlor das Dorf seine Selbständigkeit und wurde der Verwaltung der Stadt Zlaté Hory unterstellt, die dem Okres Bruntál angegliedert wurde. Im Jahre 1996 wurde der Okres Jeseník wieder eingerichtet und Rejvíz kam mit Zlaté Hory wieder unter die Verwaltung des neuen Kreises. 1991 hatte der Ort 63 Einwohner. Im Jahre 2001 bestand das Dorf aus 61 Wohnhäusern, in denen 66 Menschen lebten.
Der Tourismus hat ständig an Bedeutung gewonnen. Die Voraussetzungen wurden durch die Renovierung der alten Häuser und den Umbau zu Unterkünften von der Bevölkerung geschaffen.

## Ortsgliederung
Zu Rejvíz gehört die Ansiedlung Starý Rejvíz (Alt Reihwiesen).
Der Ortsteil bildet einen Katastralbezirk.

## Sehenswürdigkeiten

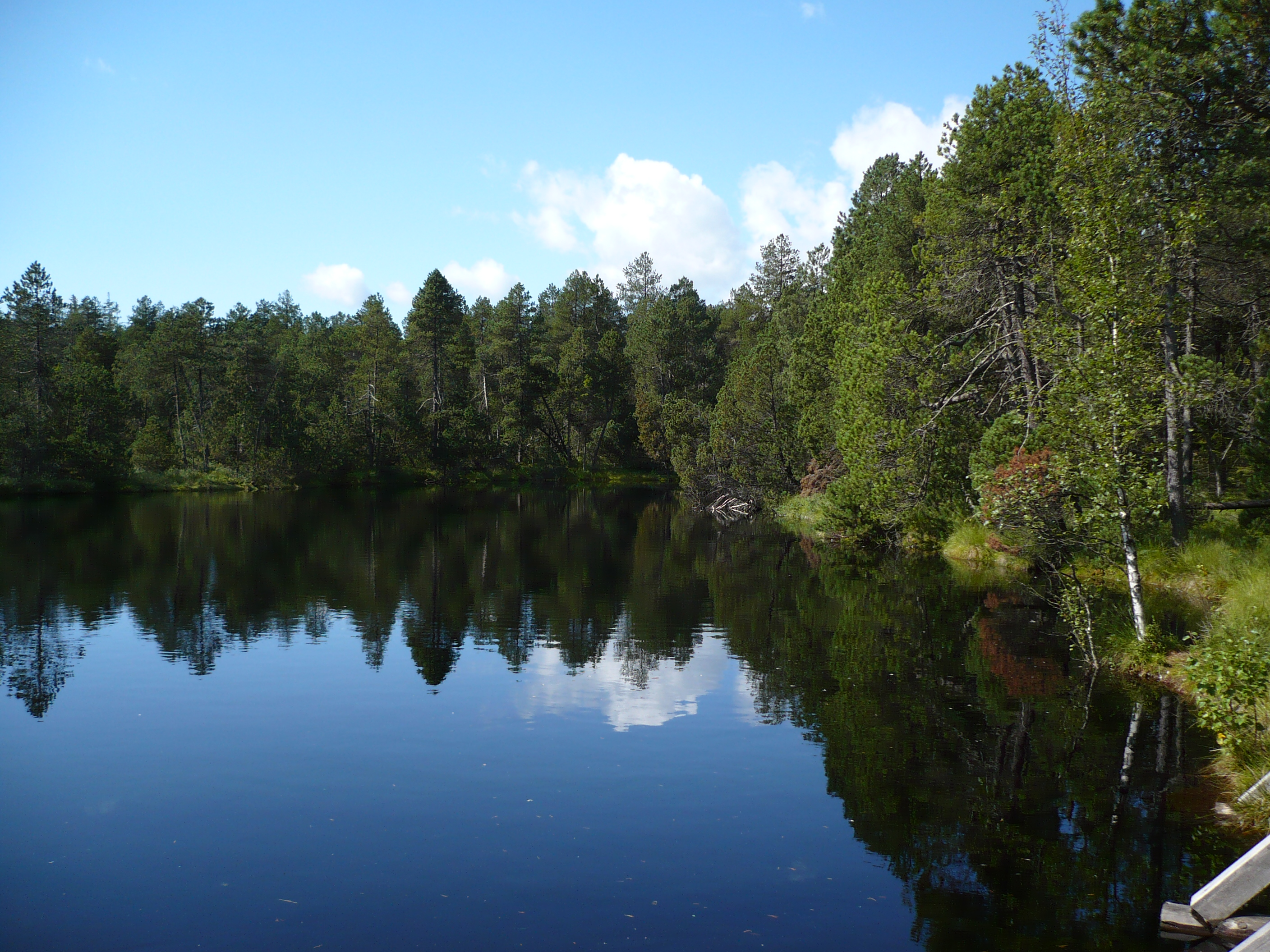
Großer Sühnteich

- der Große und der Kleine Sühnteich (Velké mechové jezírko und Malé mechové jezírko) – Teiche mit einzigartiger Pflanzenwelt im Hochmoor Moosbruch (Rašeliniště Mechové jezírko) sowie das Berggeistmoor (Rašeliniště Na Skřítku), Naturschutzgebiet
- Burgruine Kobrštejn (Koberstein)
- Pension Rejvíz (früher: "Zum Seehirten", "Noskova Chata") mit seinen geschnitzten Stühlen
- Kirche aus dem Jahre 1809
- Kriegerdenkmal für die Gefallenen des Ersten Weltkrieges am Waldrand
- Russischer Waldfriedhof
- Glashütte
- erste, zweite und dritte Sägemühle an der Schwarzen Oppa
- Hammerhütte